# Ion Zupcu
Ion Zupcu (n. 1960) este un fotograf de artă român. A prezentat, începând cu 2000, până foarte recent, fotografii ale propriilor naturi moarte minimaliste în diferite muzee și galerii din Statele Unite ale Americii.

## Biografie
A studiat inițial fotografia în România în 1982, dar acest studiu a fost întrerupt când a emigrat în Statele Unite. Pentru a-și întreține familia care a rămas în România, a condus un taxi în New York City. După o întâlnire întâmplătoare, în timp ce conducea taxiul, și-a putut relua practica, atunci când i s-a oferit acces la un laborator foto.
În 1993, a început să studieze din nou fotografia la International Center of Photography (Centru internațional pentru [studiul] fotografie) din New York City, după care a devenit puternic influențat de opera lui Ansel Adams. Primul proiect al lui Zupcu, care a atras atenția, a constat în o serie de fotografii de natură moartă cu flori.
Următorul său proiect semnificativ a implicat fotografiarea scenelor mici, adesea de 1 inch în dimensiune, folosind o cameră Hasselblad în format pătrat. Prin construirea acestor scene mici folosind flori, hârtie tăiată și cuburi pictate și prin utilizarea manipulării luminii și a tehnicilor de imprimare cu gelatină de argint, el a reușit să încorporeze abstractizarea, sculptura și pictura în fotografie.
Seria sa recentă de cuburi demonstrează influența fotografilor moderniști din secolul al XX-lea, precum Josef Albers, a cărui activitate s-a concentrat pe naturi moarte monocromatice.

„Cuburile pictate” (Painted Cubes), care s-a deschis la Galeria ClampArt din New York City pe 15 aprilie 2010, a fost considerată că ar aminti cuburile minimaliste ale sculptorului Donald Judd și picturile lui Robert Ryman. Într-o recenzie din revista The New Yorker, se remarcase că, 

Alături de fotografii ale propriilor picturi cu cuburi, Zupcu prezintă expoziții duble delicate de modele, în care jocul geometriilor solide și efemere este paralel cu manipularea sa abilă a umbrelor infinite dintre alb și negru.

Într-un interviu din 2008, pentru revista Chronogram, Zupcu a remarcat:, 

În fotografie nu este vorba despre aparat[ul de fotografiat]. Este vorba despre ochi, și acestea sunt gândurile mele. Aparatul nu spune nimic. 
Începând cu 2010, Zupcu a susținut expoziții personale la galerii de artă, precum ClampArt Gallery (New York City), Studio391 (Gualala, California) și la muzee naționale precum Muzeul de Arte Frumoase din Houston și Institutul de Arte din Detroit, statul Michigam, printre altele.

## Expoziții avute (selecție)
- 2021 — La ClampArt Gallery - Expoziția "Etudes on Glass" (Studii în sticlă), New York,  New York
- 2019 — La ClampArt Gallery - Expoziția "Sculptures" (Sculpturi), New York City, statul New York
- 2015 — La Miller Yezersky Gallery - Expoziția "KAZIMIRS", Boston,  Massachusetts
- 2011 — La Gallery 339 - Expoziția "Painted Cubes" (Cuburi pictate), Philadelphia,  Pennsylvania
- 2011 — Expoziție la Woodstock Artists Association and Museum, Woodstock, statul  New York
- 2010 — Expoziție la ClampArt Gallery, New York City, statul New York
- 2010 — Expoziție la Miller Block Gallery, Boston, Massachusetts
- 2009 — Expoziția Works on Paper, la Gallery 339, Philadelphia, Pennsylvania
- 2008 — Expoziția The Camera Lies, la Center for Photography at Woodstock, Woodstock, statul New York
- 2008 — Expoziție la ClampArt Gallery (27 martie - 3 mai), New York City, statul New York
- 2006 — Expoziție la Studio 391, Gualala,  California
- 2006 — Expoziție la Muzeul de Artă al județului Ialomița, Slobozia,  România
- 2005 — Expoziție la Halsted Gallery, Bloomfield Hills,  Michigan
- 2005 — Expoziție la Clamp Art Gallery, New York, New York
- 2005 — Expoziție la Lexington Art Gallery, Lexington, statul  Virginia
- 2004 — Expoziție la Studio391, Gualala,  California
- 2004 — Expoziție la Tulla Booth Gallery Sag Harbor, statul New York
- 2004 — Expoziție la Lexington Art Gallery, Lexington,  Virginia
- 2004 — Expoziție la Hoopers Gallery, Londra,  Anglia
- 2004 — Expoziția Still Life, la Candace Perich Gallery, Katonah, statul New York
- 2004 — Expoziție la Metroforum Gallery, Tucson,  Arizona
- 2003 — Expoziție la Fay Gold Gallery, Atlanta,  Georgia
- 2003 — Expoziție la John Cleary Gallery, Houston,  Texas
- 2003 — Expoziție la Tulla Booth Gallery, Sag Harbor,  New York
- 2003 — Expoziție la The Photography Room Gallery, Grand Rapids,  Michigan
- 2003 — Expoziție la Edward Carter Gallery, New York, New York
- 2003 — Expoziție la White Room Gallery, West Hollywood,  California
- 2002 — Expoziție la Candace Perich Gallery, Katonah,  New York
- 2002 — Expoziție la Van Brunt Gallery, Beacon, statul New York
- 2002 — Expoziție la Tao Design Gallery, Hong Kong
- 2002 — Expoziție la John Cleary Gallery, Houston,  Texas
- 2002 — Expoziție la Sag Harbor Picture Gallery, Sag Harbor, New York
- 2001 — Expoziție la Beacon Gallery, Bellpport, New York
- 2001 — Expoziție la Mercedes Benz Center, New York, New York
- 2000 — Expoziție la Centrul cultural român, New York, New York
- 2000 — Expoziție la SOHO Photo Gallery, New York, New York

## Lucrări aflate în colecții publice
- Ialomita County Museum of Art, Romania
- Dayton Art Institute, Dayton,  Ohio
- Irish Museum of Modern Art, Dublin,  Irlanda
- Dennos Museum Center, Dennos,  Michigan
- University of Michigan Museum of Art, Ann Arbor,  Michigan, [5]
- Detroit Institute of Art, Detroit, Michigan[6]
- Kresge Art Museum, Michigan
- University of Louisville, Louisville,  Kentucky
- Hite Art Institute, Louisville, Kentucky
- UNM Art Museum, Albuquerque,  New Mexico
- Wharton University of Pennsylvania, Philadelphia,  Pennsylvania[7]
- Kresge Art Museum, East Lansing,  Michigan[8]
- Fidelity Investments, Boston,  Massachusetts
- The The Museum of Fine Arts, Houston,  Texas[9]